# Mattias Steuchius
Mattias Steuchius (uttalas ['stø:kɪɵs]) , född 26 oktober 1644 i Fogdö socken, död 2 augusti 1730 i Uppsala, var en svensk professor, riksdagsman, talman och ärkebiskop.

## Biografi

### Tidiga år och bakgrund
Mattias Steuchius var son till Petrus Steuchius och hans första hustru Brita Ilsbodinia, som tillhörde Bureätten. Steuchius är en latiniserad stavning av släktnamnet Stök som de först kallade sig. I äldre adelsgenealogier uppgavs att släkten på Erik av Pommerns tid tillhört adeln. Mattias Steuchius föddes i en stor barnaskara i Fogdö där fadern då var pastor. Modern avled 1651 och fadern gifte om sig med Elisabet Bruggman. Fadern blev drottning Kristinas hovpredikant samma år som Mattias Steuchius föddes, så familjen borde ha bott i nära anslutning till hovet under Mattias Steuchius första levnadsår. Fadern utnämndes emellertid 1647 till superintendent för Härnösands stift, och familjen flyttade därmed till Säbrå. 
Mattias Steuchius undervisades först av informatorer i hemmet, inskrevs 1654 vid Härnösands skola, och 1658 tillsammans med sin bror Erik vid Uppsala universitet där han företog filosofiska och teologiska studier. 

## Karriär
Efter att han i Uppsala promoverats till filosofie magister 1668 med andra hedersrummet, företog han utrikes studieresor till tyska universitet, Holland och universitetet i Oxford. 1672 utsågs han till lektor i logik vid Härnösands gymnasium. Samma år prästvigdes Steuchius av sin far och var prästeståndets representant i riksdagen samma år. När Karl XI kröntes var Steuchius i kyrkan. 
Han förordnades till professor i logik och metafysik vid Uppsala universitet år 1676. Steuchius utmärkte sig i det ämbetet som bekämpare av cartesianismens spridande, vilket han också gjorde som riksdagsledamot. Själv var han övertygad aristoteliker och verkade kraftigt för religiös renlärighet.
Han blev på dennes begäran sin faders vikarie som superintendent i Härnösand 1682, och året därpå utsågs han formellt till superintendent efter faderns dödsfall. I denna tjänst reste han mycket i Norrland och gjorde visitation; detta ledde till att han kom i kontakt med samernas kultur som han tog för trolldom och försökte förhindra, bland annat genom folkbildning. 
Vid Uppsala mötes jubelfest 1693 blev Steuchius teologie doktor, och kung Karl XI utsåg honom till förste teologie professor vid universitet, varmed han blev domprost och samtidigt behöll Härnösand stift. Han hann dock inte vara länge i befattningen i Uppsala, eftersom han redan samma år utsågs till biskop i Lunds stift av kung Karl XI som besökte honom i Säbrå under sin norrländska resa. Fullmakten som biskop är därmed undertecknad i Torneå. Kungen närvarade i Uppsala domkyrka när Steuchius vigdes till biskop av Olov Svebilius. Hans stift härjades av pest och därtill krig samt folkliga, mer eller mindre hedniska traditioner. Steuchius verkade kraftfullt för folkundervisning och för att försvenska skåningarna. Steuchius hade biskopsstolen i Lund i tjugo år.
Då Haquin Spegel dog 1714, utnämnde kung Karl XII Steuchius till ärkebiskop och prokansler för Uppsala universitet, vilket han förblev till sin död 1730 då han efterträddes av sin son Johannes Steuchius. I egenskap av ärkebiskop sammanvigde han Ulrika Eleonora med Fredrik av Hessen och krönte dem, samt begravde Hedvig Eleonora av Holstein-Gottorp och Karl XII. Som ärkebiskop var han känd som kritiker till den allt starkare kungamakten, i synnerhet åren 1719–1720. Vidare har han ansetts som en föregångsman till idén om folkskolan. Han var talman för prästeståndet vid 1719 och 1720 års riksdagar.
Han avled 1730 och begravdes i Uppsala domkyrka. Likpredikan hölls av Jöran Nordberg som var kyrkoherde i St Klara församling. Han var då änkling sedan sju år.
Steuchius gifte sig i Linköping 1673 med Anna Tersera (1653–1723), dotter till biskopen Johannes Terserus och Elisabet Troilia (dotter till Margareta Hansdotter "Stormor i Dalom" och släkt med ärkebiskoparna  Samuel Troilius och Uno von Troil). Barnen adlades med namnet Steuch den 23 maj 1719.

## Barn
- Johannes Steuchius, ärkebiskop
- Elisabeth Steuchia, gift med superintendent Petrus Jonæ Asp och stammoder till adelsätten von Asp.
- Brita Steuchia, gift med professor Thomas Ihre, mor till den berömde Johan Ihre och stammoder till adelsätten Ihre
- Mattias Steuchius d.y., protokollsekreterare, adlad av Karl XII år 1714, vars dotter är stammoder till adelsätten Bruncrona
- Anna Steuchia, gift 1. med professor Bonde Humerus, 2. med landshövding Jonas Wulfenstierna
- Elof Steuch, professor i Lund och Uppsala, kommerseråd
- Maria Steuchia, gift med biskop Nils Barchius
- Margareta Steuchia, gift med professor Johan Hermansson, stammoder till adelsätten von Hermansson

### Fotnoter
1. ↑  Steuchius i Nordisk familjebok (andra upplagan, 1917)